# 周亮 (明朝)
周亮（1492年—？年），字尚寅，號岐麓，福建福州府侯官縣人，明朝政治人物。

## 生平
早年任直隸邳州儒學學正。嘉靖元年（1522年）壬午科福建鄉試第三十二名舉人，嘉靖十一年壬辰科会试第一百二十六年，三甲一百十三名進士。大理寺觀政，授汝阳县知县，選貴州道監察御史，三次巡按南直隸。晉京畿道監察御史，二十七年十一月陞南京大理寺右寺丞，丁憂守制期間卒。從祀鄉賢。
曾與御史陈九德等彈劾浙江巡撫朱紈，致其自盡。

## 家族
曾祖周榮，教谕。祖周一鶚，壽官。父周天秩，封贵州道监察御史。母張氏；繼母趙氏，俱贈孺人。弟豪；膏；亨。子道（庠生）；誥（庠生）；書（萬曆三十年授訓導）；相（庠生）。孫夢暘（庠生）；繼魁（庠生）；繼照（庠生）；繼先（庠生）；爾坤（庠生）；爾震；爾巽；爾豫；夢蘭；啟瑞；啟翔；弘議（曾孫）；弘謨（曾孫）；安仁（曾孫）；敦仁（曾孫）；葉國（曾孫）；正國（曾孫）；泰國（曾孫）；兆隆（曾孫）；兆盛（曾孫）；昌祚（曾孫）；昌祺（曾孫）；士貴（曾孫）。